# Isa Quensel
Isa Quensel, pseudonimo di Anna Lisa Schultz (Göteborg, 21 settembre 1905 – Lund, 3 novembre 1981), è stata un'attrice, soprano e regista teatrale svedese.

## Biografia
Figlia del mercante Robert Ferdinand Schultz e della moglie Anna Mathilda Philip, studiò canto a Parigi tra il 1926 e il 1928 e recitazione a Stoccolma con Naima Wifstrand.
Membro della compagnia permanente dell'Opera reale svedese, cantò in ruoli da protagonista o caratterista in Carmen, Così fan tutte, Le nozze di Figaro, Amelia al ballo, La dama di picche e Il barbiere di Siviglia. Nel 1951 esordì come Despina in Così fan tutte al Glyndebourne Festival Opera.
Interpretò ruoli principali in commedie, drammi, musical e operette nei maggiori teatri svedesi, tra cui il Vasateatern, l'Oscarsteatern e il Riksteatern. In questi teatri lavorò anche come regista, dirigendo allestimenti de L'uomo del destino (1955), La principessa della ciarda (1970), La vedova allegra (1974) e No, No, Nanette (1975).
Fu sposata con Helge Bäckström dal 1927 al 1929, con Torsten Quensel dal 1930 al 1933, con il regista Lars Egge dal 1940 al 1965 e con Ulf Thurin dal 1971 alla morte.

## Filmografia parziale
- Enhörningen, regia di Gustaf Molander (1955)
- La dama in nero (Damen i svart), regia di Folke Mellvig (1958)
- Two Living, One Dead, regia di Anthony Asquith (1961)
- Esistono gli angeli? (Änglar, finns dom?), regia di Lars-Magnus Lindgren (1961)
- Amare (Att älska), regia di Jörn Donner (1964)
- Bröllopsbesvär, regia di Åke Falck (1964)
- Kattorna, regia di Henning Carlsen (1965)